# Christian August von Sachsen-Zeitz

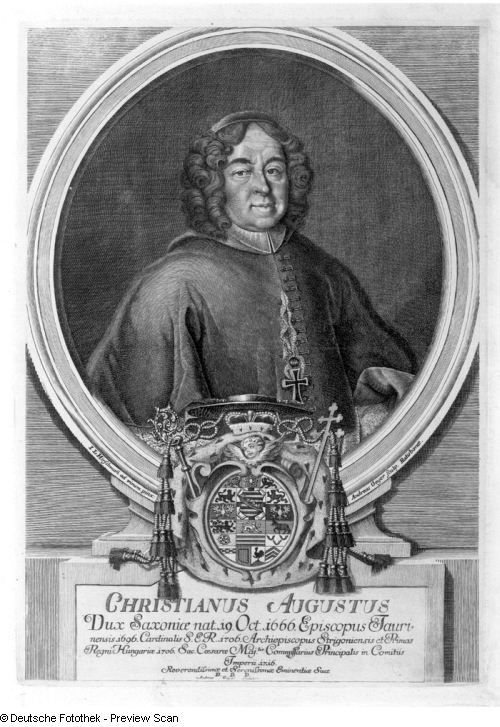
Christian August Kardinal von Sachsen-Zeitz (Stich vor 1725)

Christian August von Sachsen-Zeitz (ungarisch Keresztély Ágost; * 9. Oktober 1666 auf Schloss Moritzburg in Zeitz; † 23. August 1725 in Regensburg) war ein römisch-katholischer Bischof in der Habsburgermonarchie, von 1707 bis zu seinem Tod Kardinal-Erzbischof von Gran (Esztergom) und Primas von Ungarn sowie ab 1716 Kaiserlicher Prinzipalkommissar beim Reichstag. Der zunächst evangelische Prinz des wettinischen Herzogtums Sachsen-Zeitz konvertierte zum Katholizismus und spielte eine wichtige Rolle in der Politik Kursachsens, der Habsburgermonarchie und des Heiligen Römischen Reichs.

## Leben

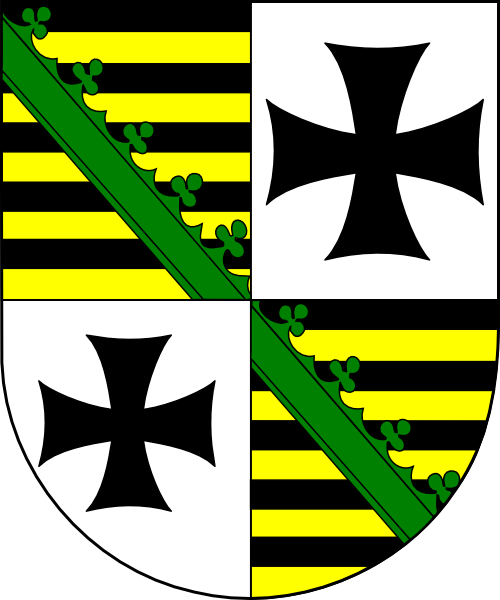
Wappenschild von Christian August von Sachsen-Zeitz, Erzbischof von Esztergom/Gran (1707–1725)

Der dritte Sohn des Herzogs Moritz von Sachsen-Zeitz und der Dorothea Maria von Sachsen-Weimar entstammte einer Nebenlinie der albertinischen Wettiner und war zunächst evangelisch-lutherischer Konfession. Vom Hofmeister Ludwig Ernst von Pöllnitz erzogen, unternahm er gemeinsam mit seinem jüngeren Bruder Friedrich Heinrich von 1682 bis 1684 eine ausgedehnte Kavaliersreise. Nach Erreichen der Volljährigkeit diente er im niederländischen, später im kaiserlichen Militär und nahm an Feldzügen in den Niederlanden und am Rhein  während des Pfälzischen Erbfolgekriegs sowie in Ungarn während des Großen Türkenkriegs teil. Dort schloss er die Freundschaft mit seinem Cousin Friedrich August von Sachsen (dem späteren Kurfürsten und polnischen König August dem Starken) sowie mit dem Hochmeister des Deutschen Ordens Ludwig Anton von der Pfalz.
Christian August selbst hatte bereits 1684 die Nachfolge seines Vaters als Administrator der evangelischen Deutschordensballei Thüringen angetreten. Unter dem Einfluss Ignaz Philipp von Plettenbergs, eines Domherrn von Münster, trat er 1689 zum Katholizismus über, die Konversion wurde aber erst zwei Jahre später öffentlich gemacht. Gegenüber seinem älteren Bruder Moritz Wilhelm, der den Vater als Herzog von Sachsen-Zeitz beerbt hatte, verpflichtete er sich 1691 zur Ehelosigkeit.
Zunächst nur mit den Niederen Weihen versehen, wurde Christian August bald darauf Kanoniker der Domkapitel zu Köln (1691), Lüttich (1692–1724), Breslau (1692) und Münster (1695–1700). Im Jahr 1695 wurde er in Frankfurt am Main zum Priester geweiht und bald darauf zum Dompropst des Kölner Domkapitels ernannt, im Jahr darauf wurde er Dechant von St. Gereon in Köln. Am 18. Juni 1696 wurde er zum Bischof von Raab (Győr) in Ungarn ernannt, die Bischofsweihe empfing er in Wien von Kardinal Leopold Karl von Kollonitsch, dem Erzbischof von Esztergom.
Friedrich August I., mittlerweile Kurfürst von Sachsen, bewarb sich 1697 um die polnische Königswürde und musste dafür zum Katholizismus konvertieren. Christian August unterrichtete Friedrich August heimlich im katholischen Glauben und am 1. Juni 1697 trat dieser in der katholischen Hofkapelle zu Baden bei Wien heimlich, dann in Deutsch-Piekar (Oberschlesien) öffentlich zum römisch-katholischen Glauben über, indem er das vorgeschriebene Apostolische Glaubensbekenntnis vor dem damaligen Bischof von Raab ablegte. Über die Konversion des sächsischen Kurfürsten stellte Christian August eine Bescheinigung aus, die vom päpstlichen Internuntius beglaubigt wurde. Als Großkanzler des Kurfürstentums Sachsen trat Christian August anschließend in den Dienst seines Vetters. Dass er einen wichtigen evangelischen Fürsten auf die katholische Seite gebracht hatte, mehrte Christian Augusts Ansehen und Prestige bei Kaiser Leopold I. und der Römischen Kurie. Mitte 1699 schied er aus dem Amt des kursächsischen Kanzlers und wurde Wirklicher Geheimer Rat am kaiserlichen Hof.

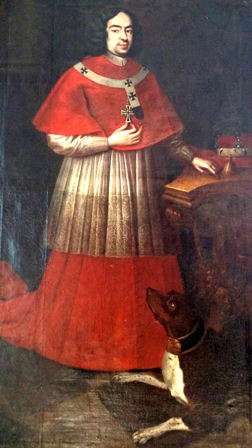
Christian August von Sachsen-Zeitz als Primas von Ungarn (Gemälde eines unbekannten Künstlers, Anfang 18. Jhd.)

Am 24. Januar 1701 wurde er Koadjutor des Erzbischofs von Gran (Esztergom). Im Jahr darauf ernannte ihn der Kaiser zum Administrator des Erzstifts Köln, nachdem sich der Kölner Erzbischof Joseph Clemens von Bayern im Spanischen Erbfolgekrieg mit Frankreich verbündet hatte und deshalb vertrieben worden war. Papst Clemens XI. ernannte Christian August am 17. Mai 1706 zum Kardinal. Als Nachfolger des verstorbenen Leopold Karl von Kollonitsch wurde er am 20. Januar 1707 Erzbischof von Gran und damit Primas von Ungarn. In dieser Funktion zelebrierte er 1708 die Eheschließung zwischen Elisabeth Christine von Braunschweig-Wolfenbüttel und dem österreichischen Thronfolger Karl (dem späteren Kaiser Karl VI.) sowie 1712 dessen Krönung zum König von Ungarn. Ab 1713 war er Kardinalprotektor der deutschen Nation.
Bereits seit 1694 hatte sich Christian August wiederholt um den Erwerb eines geistlichen Kur- oder Reichsfürstentums bemüht, blieb aber stets ohne Erfolg, was mit seiner zu großen Nähe zum Kaiserhof und dem Widerstand der mächtigen Wittelsbacher bei gleichzeitig geringer Unterstützung Kursachsens zu begründen ist. Der Kaiser erhob jedoch 1714 den Erzbischof von Gran und alle seine Nachfolger zu Reichsfürsten. Nach jahrelanger Überzeugungsarbeit konvertierte 1715 auch Christian Augusts älterer Bruder, Herzog Moritz Wilhelm von Sachsen-Zeitz, zum Katholizismus. Er kehrte aber schon drei Jahre später zur evangelischen Kirche zurück, was Christian August tief enttäuschte. Ab 1716 war er Erzieher und Vormund seines Neffen Moritz Adolf Karl von Sachsen-Zeitz-Neustadt (dem Sohn seines jüngeren Bruders Friedrich Heinrich), der unter dem Einfluss des Onkels ebenfalls katholisch wurde und dem geistlichen Stand beitrat, wodurch dessen Sekundogenitur-Herzogtum Sachsen-Zeitz-Pegau-Neustadt erlosch.
Christian August bekleidete ab 1716 das Amt des kaiserlichen Prinzipalkommissars beim Immerwährenden Reichstag zu Regensburg und präsidierte damit de facto als Stellvertreter des Kaisers Karl VI. dem Reichstag. Anlässlich des Sieges über die Türken in Belgrad 1717 veranstaltete Christian August, Repräsentant und Plenipotentiarius von Karl VI. am Reichstag, auf Veranlassung des Kaisers, ein prächtiges Fest. Zum Festessen am 26. Oktober wurde in den Rittersaal von St. Emmeram geladen.
Erzbischof Christian August war der letzte geistliche Fürst, der den Kaiser gegenüber den Reichsständen vertrat. Er starb am 23. August 1725 in Regensburg. Sein Nachfolger als kaiserlicher Prinzipalkommissar war Fürst Froben Ferdinand zu Fürstenberg-Mößkirch.